# Alyson Hannigan
Alyson Lee Hannigan (Washington, 24. ožujka 1974.) je američka glumica, u Hrvatskoj najpoznatija po ulozi Lily Aldrin u seriji Kako sam upoznao vašu majku.
Karijeru je započela u Atlanti s četiri godine kada je nastupala u reklamama. Svoju prvu značajniju filmsku ulogu je imala u filmu Moja maćeha je svemirac kada je imala četrnaest godina. Prvi film u kojem je nastupila bio je Impure toughts dvije godine prije. U njemu nastupa pod imenom Allison Hannigan. Nakon toga je gostovala u više televizijskih serija. Iako je već imala mnogo uloga iza sebe, postala je mnogo poznatija u 23 godini, glumeći lik Willow Rosenberg u seriji Buffy i Angel. Nakon toga je dobila mnogobrojne ponude za filmove kao što su Američka pita i ostale, koji su postigli veliki uspjeh. Na snimanju TV serije Buffy koja se emitirala od 1997. do 2003., upoznala je Alexisa Denisofa, za kojeg se i udala 2003., s kojim ima kćer Satyanu.  2005., Alyson je dobila ponudu za ulogu u seriji Kako sam upoznao vašu majku, koju je i prihvatila. U seriji uz Cobie Smulders tumači jednu od glavnih uloga.
Glumila je u i nekoliko televizijskih filmova.

## Filmografija
- 1988. Moja maćeha je svemirac
- 1989. – 1990. Free Spirit
- 1993. Almost Home
- 1996. U čast moje kćeri
- 1997. – 2003. Buffy
- 1998. Mrtvac na faksu
- 1999. Američka pita
- 2000. Dečki i djevojke
- 2001. – 2003. Angel
- 2001. Američka pita 2
- 2003. Američka svadba
- 2004. Lude sedamdesete
- 2005. Veronica Mars
- 2005. – 2014. Kako sam upoznao vašu majku
- 2006. Film za upucavanje